# 親俄
親俄（英語：Russophilia，英文字面意思是對俄羅斯或俄羅斯人的喜好）具体意涵是對俄羅斯（包括蘇聯或俄羅斯帝國時代）、俄羅斯歷史、俄羅斯文化以至執政政權的欽佩和喜愛。与亲俄相反的情感是反俄。

## 文化范畴的亲俄
文化上的亲俄指的是认可和接纳俄罗斯文化。由于俄罗斯是历史悠久的国家，因此该国有着丰富的文化和艺术资源。其周边和世界上很多国家都受俄罗斯的文化影响，并有很多民众接受和认可俄罗斯的文化。例如中国大陆在抗美援朝后奉行一边倒的政策，在1960年代前完全倒向苏联阵营。这期间俄罗斯的文化借助苏联的影响力在中国大范围传播，包括服饰、观念、住房、饮食等都受到了一定影响，比如苏联的连衣裙、苏式公寓楼建筑、粗野主义建筑风格甚至发型等都对50年代中国大陆的文化产生了冲击。

## 政治范畴的亲俄

### 历史上的案例
随着俄罗斯的扩张，16世纪开始俄罗斯帝国（包括其前身莫斯科大公国）已经在周边地区建立了势力范围。随着影响力的增强，俄罗斯逐渐开始在周边各国培养亲俄势力。

### 现代案例

#### 乌克兰
乌克兰曾是苏联的加盟国之一，其在2014年前就有一個非常强大的亲俄政治势力，经常出现亲俄派和亲西方派轮流执政的局面，前烏克蘭總統亚努科维奇就是亲俄派。俄罗斯的影响力在乌克兰东部有很广泛的群众基础，比如顿涅茨克、卢甘斯克、克里米亚等州和自治共和国，因为这些地区长期被俄罗斯统治，大部分居民是俄罗斯人或是在文化上亲俄的乌克兰人。这使得乌克兰东部有着亲俄传统。但随着2014年开始的顿巴斯战争和2022年俄羅斯開始全面入侵烏克蘭，乌克兰的亲俄派已经受到削弱，乌克兰特別在被俄羅斯發動全面入侵後对亲俄势力以通敌和叛国的罪名进行清算，大部分民众也抵制亲俄势力及其代理人。目前乌克兰绝大部分亲俄政界人士已经离开该国，當中有不少都逃亡到了俄罗斯。

#### 格鲁吉亚
格鲁吉亚曾是苏联的加盟国之一，该国是斯大林、奥尔忠尼启则和谢瓦尔德纳泽等多位苏联高层政治家的故乡，因此至今仍有很多亲俄人士和政治派系。2008年俄格战争后，格鲁吉亚的亲俄势力受到打击，但仍有一定的影响力，目前格鲁吉亚的执政党格鲁吉亚梦想党是亲俄派政党。

#### 摩尔多瓦
摩尔多瓦的亲俄势力主要是东部德涅斯特河沿岸（德左），1993年俄罗斯以维和的名义派遣军队进入此地区，此后拒不撤军，并协助亲俄派和本地俄罗斯人建立了德左政权。由于这个历史原因，摩尔多瓦目前在政治上并不亲俄，但亲俄势力在该国有很强的基础。

#### 白俄罗斯
白俄罗斯的卢卡申科政府是亲俄派。该国受到俄罗斯的保护，并已经和俄罗斯签署并续签俄白联盟国家一体化协议，还在俄乌战争期间允许俄罗斯在其领土上进行对乌军事活动。但卢卡申科政府并未如俄罗斯所希望的那样直接参与俄乌战争。

#### 欧盟成员国
欧盟成员国中，目前有匈牙利和斯洛伐克持亲俄立场。